# Левандовский, Вячеслав Вячеславович
Вячеслав Вячеславович Левандовский (24 февраля 1897, Одесса, Херсонская губерния — 18 апреля 1962, Киев) — советский художник-мультипликатор и иллюстратор, один из основателей украинской анимации. 
Изобрел и ввел в производство «автоматический карандаш» — устройство для контроля покадрового движения куклы в пространстве.
Левандовский впервые в истории советской анимации применил так называемый метод «эклер», когда актёров, которые играют человеческих персонажей, снимают на пленку с нормальной скоростью — 24 кадра в секунду, а затем аниматор, подкладывая кадры уже отснятой пленки под свои рисунки, проверяет движение своего персонажа во времени, делая художественный отбор, обостряя движение.
Кроме того, Левандовский сам собрал собственную кинокамеру — все детали, кроме оптики, были изготовлены из дерева разных пород.

## Биография
Родился 24 февраля 1897 года в Одессе. В 1923 году в течение короткого периода времени учился в балетной школе, Киевском музыкально-драматическом институте. Затем окончил Киевскую академию искусств. С 1920 года работал художником в театрах и издательствах.
В период с 1925 года работал на Одесской, затем на Киевской кинофабрике ВУФКУ. Один из основателей украинской анимации. Использовал технику плоскостных марионеток (сам конструировал марионетки и станки для их съема.)
В 1927 году Вячеславом Вячеславовичем на Одесской кинофабрике ВУФКУ был снят первый в истории украинский анимационный фильм «Сказка о соломенном бычке».
В 1930—1935 годах, из-за сильного давления партийного руководства за его «украинские буржуазно-националистические фильмы», был вынужден временно покинуть анимацию и переключиться на создание научных фильмов. В связи с этим так и не был завершен анимационный фильм «Тук-Тук на охоте», над которым Левандовский работал в течение 1928—1930 годов и который должен был стать первым украинским звуковым анимационным фильмом.

## Поздний период творчества
Не найдя поддержки своего творчества на Украине, Левандовский переехал в 1936 году в Москву, став затем сотрудником киностудии «Мосфильм» (мастерская под руководством А. Л. Птушко) в качестве аниматора и режиссёра кукольного кино.
Скончался 18 апреля 1962 года в Киеве в возрасте 65 лет.

## Примечательные работы
- «Сказка про соломенного бычка» (1927) — первый в истории украинский мультфильм.[7]